# アルジャー郡 (ミシガン州)
アルジャー郡（英: Alger County）は、アメリカ合衆国ミシガン州アッパー半島の中央部に位置する郡である。2010年国勢調査での人口は9,601人であり、2000年の9,862人から2.6%減少した。郡庁所在地はミューニシング市（人口2,355人）であり、同郡で人口最大の都市でもある。郡内にピクチャードロックス国立湖岸がある。

## 歴史

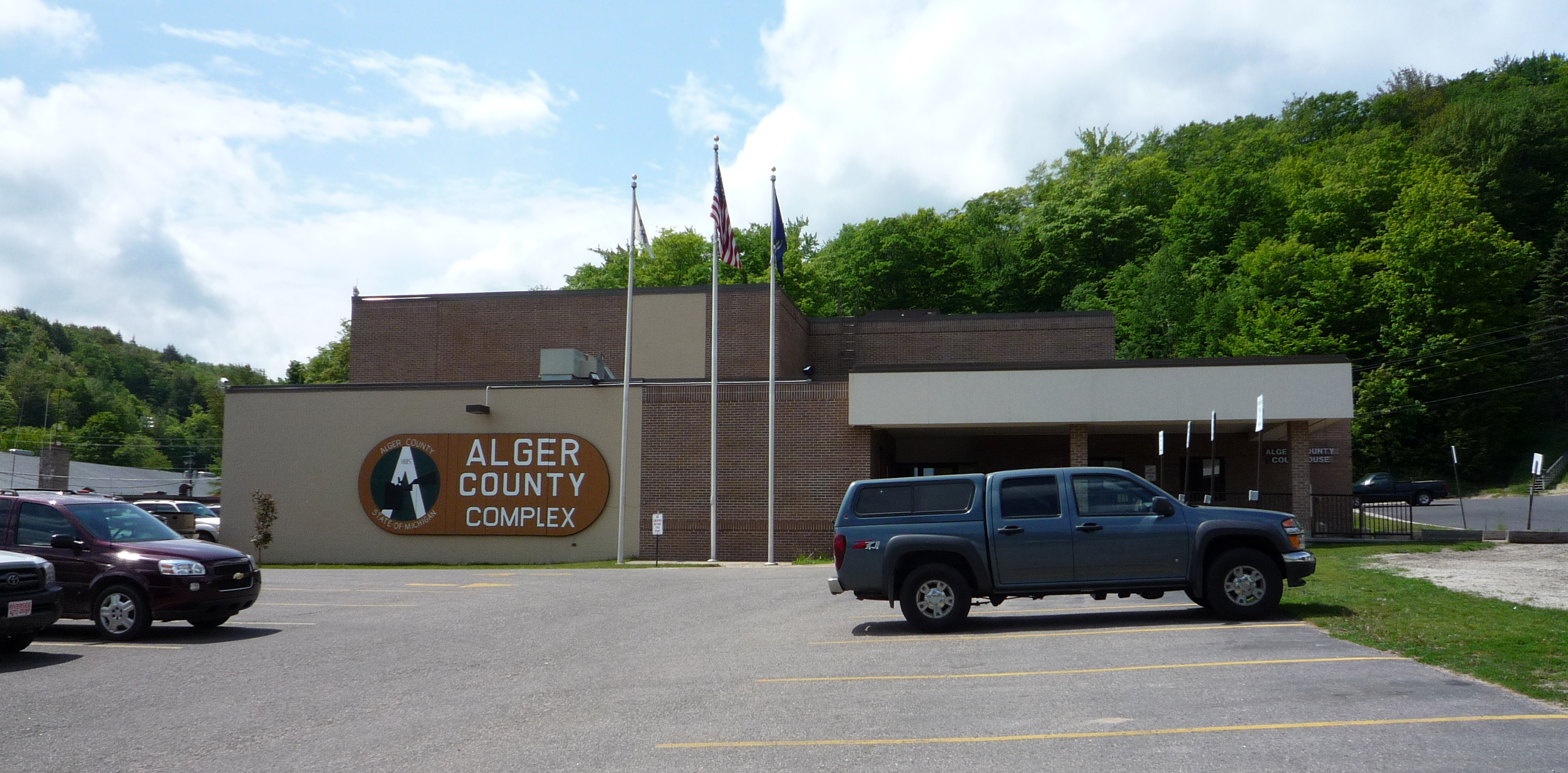
アルジャー郡庁舎複合施設、ミューニシング市

アルジャー郡は1885年にスクールクラフト郡から分離して設立され、組織化された。郡名は材木業界の大立て者ラッセル・アレクサンダー・アルジャーに因んで名付けられた。アルジャーはミシガン州知事、ミシガン州選出アメリカ合衆国上院議員を務め、ウィリアム・マッキンリー大統領の政権ではアメリカ合衆国陸軍長官だった。

## 地理
アメリカ合衆国国勢調査局に拠れば、郡域全面積は5,049.08平方マイル (13,077.1 km2)であり、このうち陸地917.83平方マイル (2,377.2 km2)、水域は4,131.25平方マイル (10.699.9 km2)で水域率は81.82%である。

### 主要高規格道路
- アメリカ国道41号線
- ミシガン州道28号線
- ミシガン州道67号線
- ミシガン州道77号線
- ミシガン州道94号線

#### 郡指定道路
- アルジャー郡道1号線
- アルジャー郡道3号線
- アルジャー郡道5号線
- アルジャー郡道11号線
- アルジャー郡道13号線、林道13号線
- アルジャー郡道15号線
- アルジャー郡道44号線
- アルジャー郡道52号線
- アルジャー郡道58号線、ピクチャードロックス国立湖岸を通る

### 隣接する郡
- ルース郡 - 東
- スクールクラフト郡 - 南東
- デルタ郡 - 南
- マーケット郡 - 西
- カナダ、オンタリオ州サンダーベイ地区 - 北、スペリオル湖の対岸

### 国立保護地域

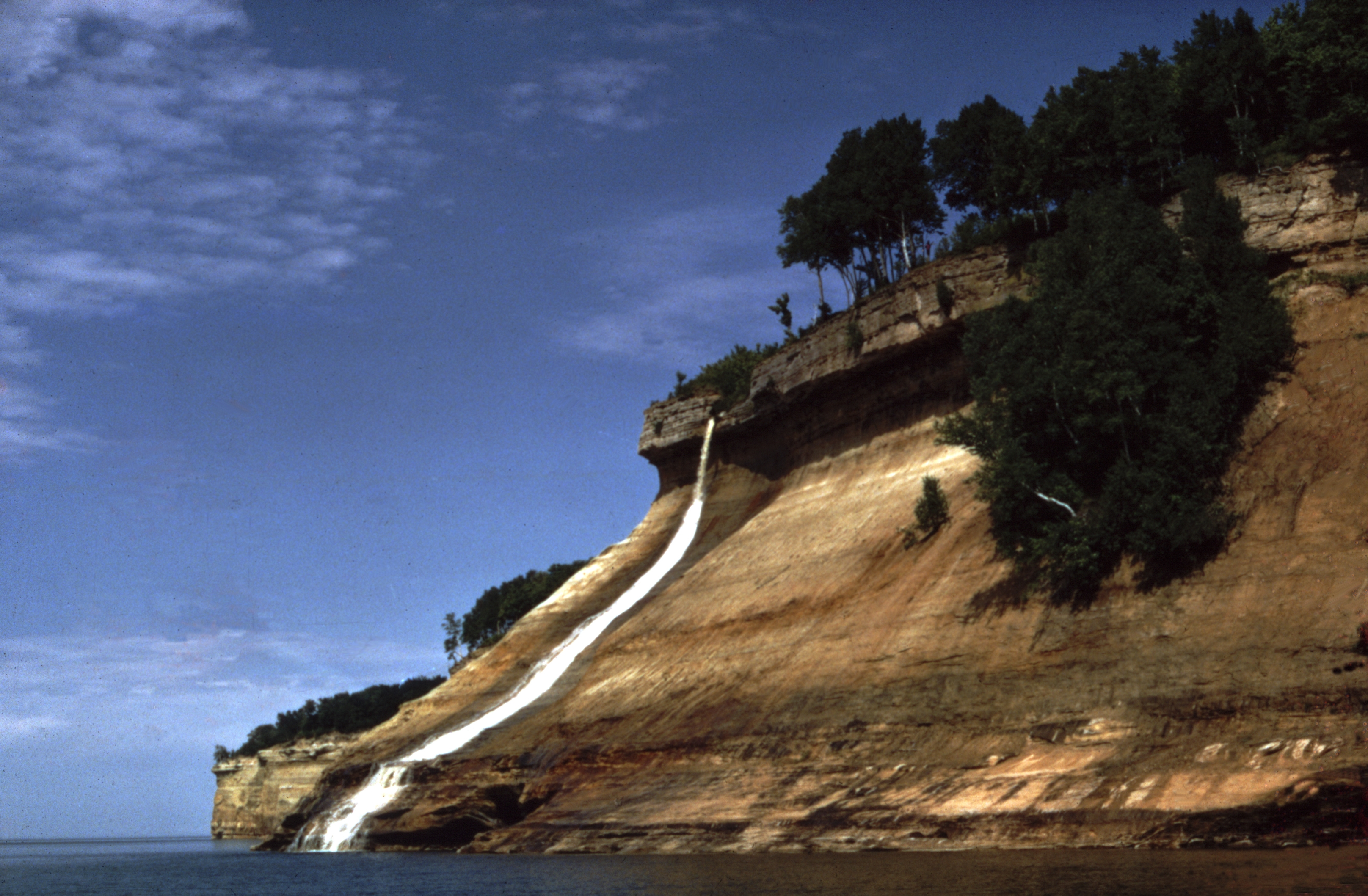
スペリオル湖に流れ落ちるブライダルベール滝

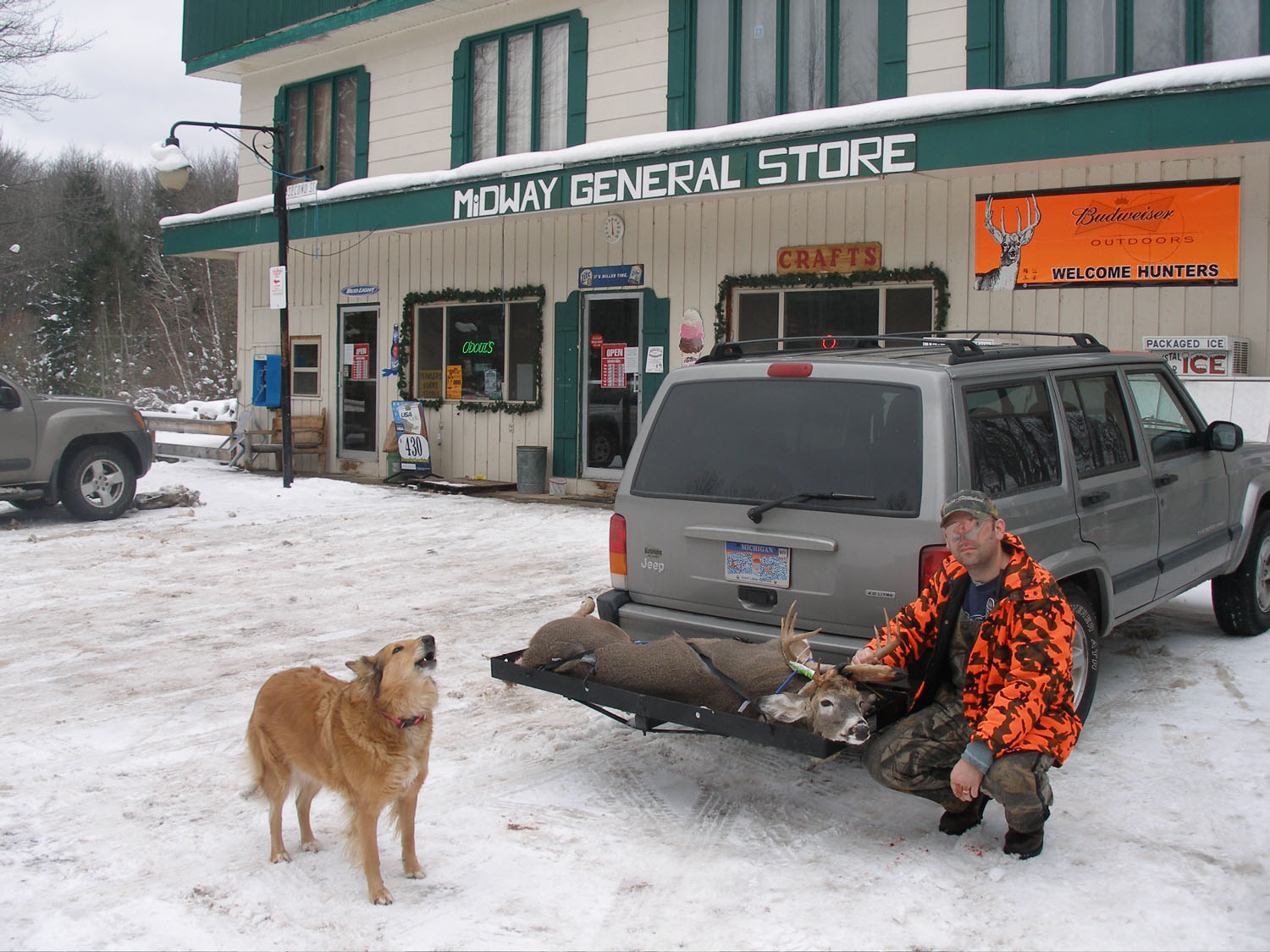
アルジャー郡南部林道13号線にあるミッドウェイ雑貨店

- グランド島国立レクリエーション地域
- ハイアワサ国立の森（部分）
- ピクチャードロックス国立湖岸

## 人口動態
以下は2000年の国勢調査による人口統計データである。
| 基礎データ - 人口: 9,862人 - 世帯数: 3,785 世帯 - 家族数: 2,585 家族 - 人口密度: 4人/km2（11人/mi2） - 住居数: 5,964軒 - 住居密度: 3軒/km2（6軒/mi2） 人種別人口構成 - 白人: 87.81% - アフリカン・アメリカン: 6.11% - ネイティブ・アメリカン: 3.30% - アジア人: 0.32% - 太平洋諸島系: 0.04% - その他の人種: 0.39% - 混血: 2.03% - ヒスパニック・ラテン系: 1.00% 先祖による構成 - フィンランド系：14.9% - ドイツ系：11.7% - フランス系：9.5% - ポーランド系：7.5% - アメリカ人：6.5% - イギリス系：6.1% - アイルランド系：5.9% - フランス系カナダ人：5.8% - スウェーデン系：5.1% - スウェーデン系：33.5% 言語による構成 - 英語：95.5% - フィンランド語：2.1% - スペイン語：1.7% | 年齢別人口構成 - 18歳未満: 20.5% - 18-24歳: 7.3% - 25-44歳: 28.7% - 45-64歳: 26.3% - 65歳以上: 17.2% - 年齢の中央値: 41歳 - 性比（女性100人あたり男性の人口） - 総人口: 116.6 - 18歳以上: 120.6 世帯と家族（対世帯数） - 18歳未満の子供がいる: 27.0% - 結婚・同居している夫婦: 57.0% - 未婚・離婚・死別女性が世帯主: 7.6% - 非家族世帯: 31.7% - 単身世帯: 26.8% - 65歳以上の老人1人暮らし: 12.6% - 平均構成人数 - 世帯: 2.35人 - 家族: 2.83人 収入と家計 - 収入の中央値 - 世帯: 35,892米ドル - 家族: 42,017米ドル - 性別 - 男性: 37,681米ドル - 女性: 24,492米ドル - 人口1人あたり収入: 18,210米ドル - 貧困線以下 - 対人口: 10.3% - 対家族数: 7.2% - 18歳未満: 12.7% - 65歳以上: 8.1% |

## 郡政府
郡政府は郡監獄の運営、地方道の維持、地方裁判所の運営、権利譲渡と抵当権設定記録など重要記録の維持、公衆衛生規制の管理、福祉など社会サービスの項目で州の施策への参加を行う。郡政委員会は予算を管理するが、法や条例を作るのは限定付き権限である。ミシガン州では、警察と消防、建設と区画割、税評価、街路維持など地方政府の大半機能は個々の都市と郡区の責任である。

## 郡区
アルジャー郡は下記8つの郡区に分割されている。
| - オートレイン - バート | - グランドアイランド - ライムストーン | - マチアス - ミューニシング | - オノータ - ロックリバー |

## 都市と町
| 都市 - ミューニシング - 郡庁所在地 | 村 - チャタム |

未編入の町
| - オートレイン - クリスマス - コールウッド - ディアトン - ディフィン - ディクソン - ドージー - ドティ - イーベンジャンクション - イブリン - フォレストレイク | - グランドマレ - グリーンヘイブン - インディアンタウン - ジュニパー - ケンタッキー - カイバ - ラドーガ - ライムストーン - マンティラキャンプ - メルストランド | - ミューニシングジャンクション - マイレン - オノータ - ロックリバー - ルームリー - サンドリバー - シングルトン - スラップネック - スター - スティルマン - サリバンズランディング | - サンデル - サンライズランディング - トラウニク - トレナリー - ベール - バンミーア - ウェットモア - ウィリアムズクロッシング - ウィリアムズランディング |